# Francesco Di Stefano
Francescantonio Di Stefano (Avezzano, 1953) è un imprenditore e editore italiano, fondatore di Europa 7, proprietario di Atv7 e di Libera TV.
Ha condotto una battaglia legale per ottenere le frequenze televisive (previste sin dal bando del 1999) di Europa 7, la quale trasmette su scala nazionale dal 2010. 
La sua avventura televisiva comincia negli anni ottanta, quando compra TVR Voxson e la affilia al circuito Italia 7.

## Il caso Europa 7
Nel 1999 l'Autorità per le garanzie nelle comunicazioni (AGCOM) bandì una gara pubblica per assegnare le undici concessioni televisive nazionali disponibili: tre sono riservate alla Rai, le rimanenti otto ai privati. Per partecipare erano richiesti agli operatori requisiti importanti. Mediaset e Cecchi Gori Group parteciparono ed ottennero due concessioni a testa. Partecipò anche Francesco Di Stefano, che chiese due concessioni per Europa 7 e 7 Plus e versò il capitale richiesto di 12 miliardi di lire. Europa 7 si piazzava al primo posto per la qualità dei programmi e il governo gli assegnò ufficialmente una concessione (sesto posto assoluto). 7 Plus venne invece esclusa con un cavillo, ma Di Stefano fece in seguito ricorso al Consiglio di Stato, che gli darà ragione.

Rete 4 e TELE+ Nero non ottennero la concessione e quindi avrebbero dovuto cessare le trasmissioni analogiche e continuare a trasmettere solo via satellite o via cavo. Invece, pur avendo perso la gara, il Governo D'Alema I conferì loro un'abilitazione provvisoria a trasmettere sine die. Europa 7, non avendo già frequenze su cui trasmettere, risultò vincolata dal nuovo Piano nazionale delle frequenze: solo se attuato avrebbe fatto valere il limite di due emittenti nazionali in chiaro per operatore previsto dalla legge Maccanico.
Per far valere i propri diritti, Di Stefano ricorse ad ingiunzioni, diffide, cause penali, civili, regionali, alla Commissione europea e alla Corte di Giustizia Europea, vincendo tutti i ricorsi, tutti gli appelli e vedendosi confutare tutte le perizie. La Corte Costituzionale nel novembre 2002 stabilì inequivocabilmente che Rete 4 e TELE+ Nero, dal 1º gennaio 2004 sarebbero dovute migrare sul satellite o sul cavo. Anche la Corte di giustizia dell'Unione Europea diede ragione a Di Stefano, e ritenne l'Italia responsabile di non avere concesso per dieci anni le frequenze all'emittente televisiva di Di Stefano.

## L'acquisto di ATV7
Nell'ottobre 2009 si è aggiudicato all'asta l'emittente locale Atv7, una popolare TV abruzzese, dotata di un ottimo segnale che copre anche parti del Lazio tra cui Roma, parte del Molise fino alla provincia di Foggia, e nelle Marche fino a Porto San Giorgio.

## Europa7 HD
Europa7 HD è la prima piattaforma televisiva commerciale a proporre un'offerta di canali in alta definizione sul digitale terrestre in Italia. Realizzata da Centro Europa 7 dell'editore televisivo Francesco Di Stefano.

## San Marino International Bank (SMIB)
Francesco Di Stefano fu anche proprietario della San Marino International Bank (abbreviata SMIB), banca della Repubblica di San Marino fondata sulle ceneri della Banca del Titano, coinvolta in uno dei maggiori scandali del già tormentato panorama creditizio della piccola Repubblica. Azionista di maggioranza, Francesco Di Stefano aveva tra i soci di minoranza anche Cinzia Ciampani, compagna di Antonio Di Matteo (ex direttore generale della Banca Tercas), recentemente arrestato durante un blitz della Guardia di Finanza legato al crac da 800 milioni di euro dell'imprenditore romano Raffaele Di Mario. La San Marino International Bank, dopo un lungo periodo di commissariamento (1 anno ed 8 mesi), venne acquisita dalla Banca di San Marino dopo che la Banca centrale della Repubblica di San Marino le ha azzerato completamente il capitale.